# Spinus pinus
Spinus pinus là một loài chim trong họ Fringillidae.